# Yabgu
Yabgu (vieux turc : 𐰖𐰉𐰍𐰆) ou Yabghu, également translittéré en Yagbou en français, est un titre princier des peuples turcs, connu dès le vieux-turc via les inscriptions de l'Orkhon. 